# リアルクワイエット
リアルクワイエット（英：Real Quiet）は、アメリカ合衆国の競走馬、種牡馬。1998年にケンタッキーダービー、プリークネスステークスの二冠を制した。アファームド以来20年ぶりのアメリカクラシック三冠制覇が期待されたが、ベルモントステークスでは宿敵ヴィクトリーギャロップにゴール前でハナ差交わされ、偉業達成を逃した。

## 現役時代
以下の記述は全て新馬齢表記を用いる。

### デビュー前
1995年3月7日にアメリカ合衆国ケンタッキー州のリトルフィルファームで誕生。翌1996年のキーンランド・セプテンバー1歳セールにてマイケル・ペグラムによって1万7000ドルで落札された。極めて安価な落札額となったのは、生まれつき脚が曲がっていたことと、まるで魚のように細身で見栄えのしない馬体が原因であった。このことから、後に「フィッシュ(Fish)」というニックネームが生まれた。

### 2歳（1997年)
西海岸のボブ・バファート厩舎に入厩。6月にチャーチルダウンズ競馬場でデビューしたが、なかなか初勝利を挙げることができず、ケント・デザーモが初騎乗した7戦目にようやく白星を挙げた。1戦挟んで迎えたハリウッドフューチュリティもデザーモ騎乗で制覇し、G1初勝利を飾った。

### 3歳（1998年）
サンタアニタダービー2着をステップに挑んだケンタッキーダービーでは同厩舎の無敗馬インディアンチャーリーが本命視されており、前走でインディアンチャーリーに完敗していたリアルクワイエットは5番人気に留まっていた。しかし、1マイル地点で先頭に立つと、7番人気ヴィクトリーギャロップの追撃を半馬身退けて栄冠を手にした。続くプリークネスステークスでもヴィクトリーギャロップを2馬身1/4差で下し、二冠を達成。セールでも低い評価しか受けず、2歳時は初勝利まで7戦を要し、3歳になってもクラシック本番まで未勝利だった馬の快進撃に対し、馬主のペグラムは「みにくいアヒルの子が美しい白鳥に成長した」と表現した。
そして、1978年のアファームド以来となる三冠制覇を懸けてベルモントステークスに出走した。三冠制覇の暁には500万ドルのボーナスが支給されることになっていた。管理するバファート師は前年にも二冠馬シルバーチャームで三冠に挑んだがタッチゴールドの2着に敗れており、その雪辱を懸けての挑戦でもあった。バファート師は「ヴィクトリーギャロップさえ倒せば、トリプルクラウンを取れる」と発言し、一騎打ちムードの様相を呈していた。当日は偉業達成を見届けるためにベルモントステークス史上2番目となる8万162人の観衆が詰めかけた。レースでは残り550ヤード地点で馬なりで先頭に立つと、直線で一時は4馬身程度にまでリードを広げ、この瞬間はバファート師も勝利を確信したという。追うヴィクトリーギャロップの鞍上ゲイリー・スティーヴンスも勝利を諦めかけていた。しかし、直線半ばからヴィクトリーギャロップが猛然と追い込み、一完歩ずつ差を詰めてリアルクワイエットとほぼ同時にゴール板を通過した。入線の瞬間、バファート師は凍りついたように立ち尽くし、ヴィクトリーギャロップのエリオット・ウォルデン調教師は興奮のあまり床に倒れ込んでしまった。写真判定の結果ヴィクトリーギャロップがハナ差先着しており、三冠達成は夢と消えた。ケント・デザーモの落ち込みも相当なもので、勝利したスティーヴンスもデザーモの顔を見ると「胸が張り裂けるような思いがした」と述べている。ちょうど1年前、スティーヴンスはシルバーチャームに騎乗して三冠の栄光をあと一歩で逃しており、その心情を重ね合わせていたのだった。20年で最も三冠達成に近づいたリアルクワイエット以降も長きに渡って三冠馬は出現せず、2015年にバファート厩舎の後輩アメリカンファラオが達成するまで17年の時が流れていた。
三冠競走後はレースに出走しなかったものの、エクリプス賞最優秀3歳牡馬に選出された。

### 4歳（1999年）
3月に9ヶ月ぶりに戦線に復帰すると、復帰3走目のピムリコスペシャルハンデキャップでプリークネスステークス以来の勝利を飾る。6月のハリウッドゴールドカップではジェリー・ベイリー との初コンビでG1・5勝目を挙げた。しかし、レース後に右前脚の骨折が判明し、そのまま現役を引退した。

### 競走成績
以下の内容は、EQUIBASEの情報に基づく。
| 出走日     | 競馬場                     | 競走名                           | 格 | 距離   | 着順 | 騎手             | 着差      | 1着（2着）馬       |
| ---------- | -------------------------- | -------------------------------- | -- | ------ | ---- | ---------------- | --------- | ------------------ |
| 1997.06.15 | チャーチルダウンズ         | 未勝利                           |    | ダ5f   | 7着  | J.スタイナー     | 10馬身    | Dice Dancer        |
| 0000.06.29 | チャーチルダウンズ         | 未勝利                           |    | ダ6f   | 3着  | J.スタイナー     | 8馬身1/2  | Polished Brass     |
| 0000.07.19 | ハリウッドパーク           | 未勝利                           |    | ダ5.5f | 3着  | D.フローレス     | ７馬身1/2 | Meadow Prayer      |
| 0000.08.08 | サンタフェ                 | アローワンス                     |    | ダ7f   | 3着  | S.スティーヴンス | 7馬身1/2  | General Gem        |
| 0000.08.24 | サンタフェ                 | インディアンネーションズFC       | L  | ダ7f   | 3着  | S.スティーヴンス | 2馬身3/4  | Grady              |
| 0000.09.05 | デルマー                   | 未勝利                           |    | ダ8f   | 4着  | S.スティーヴンス | 8馬身     | Old Trieste        |
| 0000.10.18 | サンタアニタ               | 未勝利                           |    | ダ8.5f | 1着  | K.デザーモ       | 3馬身     | （Opine）          |
| 0000.11.29 | チャーチルダウンズ         | ケンタッキージョッキークラブS    | G3 | ダ8.5f | 3着  | D.フローレス     | 1馬身3/4  | Cape Town          |
| 0000.12.14 | ハリウッドパーク           | ハリウッドフューチュリティ       | G1 | ダ8.5f | 1着  | K.デザーモ       | 1馬身     | （Artax）          |
| 1998.01.18 | ゴールデンゲートフィールズ | ゴールデンゲートダービー         | L  | ダ8.5f | 8着  | K.デザーモ       | 22馬身    | Clover Hunter      |
| 0000.03.14 | サンタアニタ               | サンフェリペステークス           | G2 | ダ8.5f | 2着  | K.デザーモ       | アタマ    | Artax              |
| 0000.04.04 | サンタアニタ               | サンタアニタダービー             | G1 | ダ9f   | 2着  | K.デザーモ       | 2馬身1/4  | Indian Charlie     |
| 0000.05.02 | チャーチルダウンズ         | ケンタッキーダービー             | G1 | ダ10f  | 1着  | K.デザーモ       | 1/2馬身   | （Victory Gallop） |
| 0000.05.16 | ピムリコ                   | プリークネスステークス           | G1 | ダ9.5f | 1着  | K.デザーモ       | 2馬身1/4  | （Victory Gallop） |
| 0000.06.06 | ベルモントパーク           | ベルモントステークス             | G1 | ダ12f  | 2着  | K.デザーモ       | ハナ      | Victory Gallop     |
| 1999.03.07 | フェアグラウンズ           | ニューオーリンズハンデキャップ   | G3 | ダ9f   | 2着  | K.デザーモ       | 1/2馬身   | Precocity          |
| 0000.04.18 | ローンスター               | テキサスマイルステークス         | G3 | ダ9f   | 2着  | K.デザーモ       | クビ      | Littlebitively     |
| 0000.05.08 | ピムリコ                   | ピムリコスペシャルハンデキャップ | G1 | ダ9.5f | 1着  | G.スティーヴンス | クビ      | （Free House）     |
| 0000.05.29 | サフォークダウンズ         | マサチューセッツハンデキャップ   | G2 | ダ9f   | 3着  | G.スティーヴンス | 3馬身1/4  | （Behrens）        |
| 0000.06.27 | ハリウッドパーク           | ハリウッドゴールドカップ         | G1 | ダ10f  | 1着  | J.ベイリー       | 1/2馬身   | （Budroyale）      |

## 種牡馬時代
2000年からバイナリー・ケンタッキー(Vinery Kentucky)にて種牡馬入りした。初年度の種付け料は25,000ドルに設定された。その後はテイラーメイドファームを経てペンシルベニア州に移り、リーガルエアファーム(Regal Heir Farms)、ピンオークローンファーム(Pin Oak Lane Farm)、ペンリッジファーム(Penn Ridge Farm)を渡り歩いた。また、シャトル種牡馬としてオーストラリア、ウルグアイでも供用された。ブリーダーズカップ・スプリントを連覇したミッドナイトリュートが後継種牡馬となっている。
2010年9月27日に放牧地での事故のため15歳で死亡した。

### 主な産駒
- 2002年産
  - プッシーキャットドール / Pussycat Doll - 2005年ラブレアステークス、2006年ヒューマナディスタフハンデキャップ、2007年サンタモニカハンデキャップ
- 2003年産
  - ミッドナイトリュート / Midnight Lute - 2007年・2008年ブリーダーズカップ・スプリント、2007年フォアゴーステークス
  - ワンダーレディアンエル / Wonder Lady Anne L - 2006年CCAオークス

## 血統表
| リアルクワイエットの血統    | リアルクワイエットの血統                                                                                           | リアルクワイエットの血統                                                                                           | （血統表の出典）                                                                                                   | （血統表の出典） |
| 父系                        | ファピアノ系 | ファピアノ系 | ファピアノ系 | [ § 2 ]          |
| 父 Quiet American 1986 鹿毛 | 父の父Fappiano 1977 鹿毛                                                                                           | Mr. Prospector | Raise a Native | Raise a Native   |
| 父 Quiet American 1986 鹿毛 | 父の父Fappiano 1977 鹿毛                                                                                           | Mr. Prospector | Gold Digger |                  |
| 父 Quiet American 1986 鹿毛 | 父の父Fappiano 1977 鹿毛                                                                                           | Killaloe | Dr. Fager | Dr. Fager        |
| 父 Quiet American 1986 鹿毛 | 父の父Fappiano 1977 鹿毛                                                                                           | Killaloe | Grand Splendor |                  |
| 父 Quiet American 1986 鹿毛 | 父の母Demure 1977 鹿毛                                                                                             | Dr. Fager | Rough'n Tumble | Rough'n Tumble   |
| 父 Quiet American 1986 鹿毛 | 父の母Demure 1977 鹿毛                                                                                             | Dr. Fager | Aspidistra |                  |
| 父 Quiet American 1986 鹿毛 | 父の母Demure 1977 鹿毛                                                                                             | Quiet Charm | Nearctic | Nearctic         |
| 父 Quiet American 1986 鹿毛 | 父の母Demure 1977 鹿毛                                                                                             | Quiet Charm | Cequillo |                  |
| 母 Really Blue 1983 栗毛    | 母の父Believe It 1975 栗毛                                                                                         | In Reality | Intentionally | Intentionally    |
| 母 Really Blue 1983 栗毛    | 母の父Believe It 1975 栗毛                                                                                         | In Reality | My Dear Girl |                  |
| 母 Really Blue 1983 栗毛    | 母の父Believe It 1975 栗毛                                                                                         | Breakfast Bell | Buckpasser | Buckpasser       |
| 母 Really Blue 1983 栗毛    | 母の父Believe It 1975 栗毛                                                                                         | Breakfast Bell | Reveille |                  |
| 母 Really Blue 1983 栗毛    | 母の母Meadow Blue 1975 栗毛                                                                                        | Raise a Native | Native Dancer | Native Dancer    |
| 母 Really Blue 1983 栗毛    | 母の母Meadow Blue 1975 栗毛                                                                                        | Raise a Native | Raise You |                  |
| 母 Really Blue 1983 栗毛    | 母の母Meadow Blue 1975 栗毛                                                                                        | Gay Hostess | Royal Charger | Royal Charger    |
| 母 Really Blue 1983 栗毛    | 母の母Meadow Blue 1975 栗毛                                                                                        | Gay Hostess | Your Hostess |                  |
| 母系(F-No.)                 | 4号族(FN:4-d) | 4号族(FN:4-d) | 4号族(FN:4-d) | [ § 3 ]          |
| 5代内の近親交配             | Dr. Fager4×3＝18.75%、Raise a Native4×3＝18.75%、Rough'n Tumble5×4×5＝12.50%、Cequillo5×4＝9.38%、Nearco5×5＝6.25% | Dr. Fager4×3＝18.75%、Raise a Native4×3＝18.75%、Rough'n Tumble5×4×5＝12.50%、Cequillo5×4＝9.38%、Nearco5×5＝6.25% | Dr. Fager4×3＝18.75%、Raise a Native4×3＝18.75%、Rough'n Tumble5×4×5＝12.50%、Cequillo5×4＝9.38%、Nearco5×5＝6.25% | [ § 4 ]          |
| 出典                        | 1. 2. 3. 4. | 1. 2. 3. 4. | 1. 2. 3. 4. | 1. 2. 3. 4.      |

- 近親はブードワール#ゲイホステス系を参照。